# Aswan SC
El Aswan Sporting Club (en árabe: نادي أسوان الرياضي‎) es un club de fútbol de Asuán, Egipto. Fue fundado en 1930 y juega en la Liga Premier de Egipto desde la temporada 2022-23.

## Historia
Fundado en 1930, el club jugó su primera temporada de la Liga Premier de Egipto en 1990-91. Desde ese año, había jugado en la primera categoría de manera interrumpida, hasta la temporada 2015-16, en la que sufre su primer descenso y no jugó en primera división en los siguientes dos torneos. Finalmente volvió a la máxima categoría para la temporada 2018-19, y volvería a descender en la 2020-21, pero regresó al máximo circuito apenas un año después.